# Період періодичної системи
Період періодичної системи — горизонтальний рядок періодичної системи хімічних елементів, в якому позначена послідовність атомів за зростанням заряду ядра та заповнення електронами зовнішньої електронної оболонки.

## Малі та великі періоди
Періодична система має на сьогоднішній день сім періодів. Перший період, який містить 2 елементи, а також другий і третій, що нараховують по 8 елементів, називаються малими. Решта періодів, що мають 18 і більше елементів — великими. Сьомий період не завершений. Номер періоду, до якого належить хімічний елемент, відповідає головному квантовому числу — тобто числу його електронних оболонок, які можуть позначатися латинськими буквами від K до Q.

## Порядок розміщення елементів у періоді
Кожен період (за винятком першого) починається типовим металом (Li, Na, К, Rb, Cs, Fr) і закінчується інертним газом (Не, Ne, Ar, Kr, Хе, Rn,Og), якому передує типовий неметал.
У першому періоді, крім гелію, є тільки один елемент — водень, що поєднує властивості, типові як для металів, так і (більшою мірою) для неметалів. У цих елементів заповнюється електронами 1s-оболонка.
У елементів другого і третього періоду відбувається послідовне заповнення s-і р-орбіталей. Для елементів малих періодів характерне досить швидке збільшення електронегативності зі збільшенням зарядів ядер, ослаблення металічних властивостей і посилення неметалічних.
Четвертий і п'ятий періоди містять декади перехідних d-елементів (від скандію до цинку і від ітрію до кадмію), у яких після заповнення електронами зовнішньої s-оболонки заповнюється, згідно з правилом Маделунга (Клечковского), d-оболонка попередньої електронної оболонки.
У шостому і сьомому періоді відбувається насичення 4f- та 5f-оболонок, внаслідок чого вони містять ще на 14 елементів більше в порівнянні з 4-м і 5-м періодами (лантаноїди в шостому , актиноїди у сьомому і суперактиноїди у восьмому періоді).

## Короткоперіодний та довгоперіодний (розширений) варіанти періодичної системи хімічних елементів
Внаслідок відмінності періодів по довжині та і іншим ознакам існують різні способи їх відносного розташування в періодичній системі. У короткоперіодному варіанті, малі періоди містять по одному ряду елементів, великі мають по два ряди. У розширеному варіанті, який запропоновав 1969 року Ґленн Теодор Сіборґ всі періоди складаються з одного ряду. Ряди лантаноїдів і актиноїдів зазвичай записують окремими рядками внизу таблиці.
| Група  | 1       | 2       | 3     | 4      | 5      | 6      | 7      | 8      | 9      | 10     | 11     | 12     | 13     | 14     | 15     | 16     | 17     | 18     |
|        | I       | II      |       |        |        |        |        |        |        |        |        |        | III    | IV     | V      | VI     | VII    | VIII   |
| Період |         |         |       |        |        |        |        |        |        |        |        |        |        |        |        |        |        |        |
| 1      | 1 H     |         |       |        |        |        |        |        |        |        |        |        |        |        |        |        |        | 2 He   |
| 2      | 3 Li    | 4 Be    |       |        |        |        |        |        |        |        |        |        | 5 B    | 6 C    | 7 N    | 8 O    | 9 F    | 10 Ne  |
| 3      | 11 Na   | 12 Mg   |       |        |        |        |        |        |        |        |        |        | 13 Al  | 14 Si  | 15 P   | 16 S   | 17 Cl  | 18 Ar  |
| 4      | 19 K    | 20 Ca   | 21 Sc | 22 Ti  | 23 V   | 24 Cr  | 25 Mn  | 26 Fe  | 27 Co  | 28 Ni  | 29 Cu  | 30 Zn  | 31 Ga  | 32 Ge  | 33 As  | 34 Se  | 35 Br  | 36 Kr  |
| 5      | 37 Rb   | 38 Sr   | 39 Y  | 40 Zr  | 41 Nb  | 42 Mo  | 43 Tc  | 44 Ru  | 45 Rh  | 46 Pd  | 47 Ag  | 48 Cd  | 49 In  | 50 Sn  | 51 Sb  | 52 Te  | 53 I   | 54 Xe  |
| 6      | 55 Cs   | 56 Ba   | *     | 72 Hf  | 73 Ta  | 74 W   | 75 Re  | 76 Os  | 77 Ir  | 78 Pt  | 79 Au  | 80 Hg  | 81 Tl  | 82 Pb  | 83 Bi  | 84 Po  | 85 At  | 86 Rn  |
| 7      | 87 Fr   | 88 Ra   | **    | 104 Rf | 105 Db | 106 Sg | 107 Bh | 108 Hs | 109 Mt | 110 Ds | 111 Rg | 112 Cn | 113 Nh | 114 Fl | 115 Mc | 116 Lv | 117 Ts | 118 Og |
| 8      | 119 Uue | 120 Ubn | ***   |        |        |        |        |        |        |        |        |        |        |        |        |        |        |        |

| Лантаноїди     | *   | 57 La   | 58 Ce   | 59 Pr   | 60 Nd   | 61 Pm   | 62 Sm   | 63 Eu | 64 Gd | 65 Tb | 66 Dy | 67 Ho | 68 Er  | 69 Tm  | 70 Yb  | 71 Lu  |  |
| Актиноїди      | **  | 89 Ac   | 90 Th   | 91 Pa   | 92 U    | 93 Np   | 94 Pu   | 95 Am | 96 Cm | 97 Bk | 98 Cf | 99 Es | 100 Fm | 101 Md | 102 No | 103 Lr |  |
| Суперактиноїди | *** | 121 Ubu | 122 Ubb | 123 Ubt | 124 Ubq | 125 Ubp | 126 Ubh |       |       |       |       |       |        |        |        |        |  |

|  | Лужні метали | Лужноземельні метали                     | Лантаноїди | Актиноїди    | Суперактиноїди | Перехідні метали |
|  | Метали       | Напівметали (напівпровідники, металоїди) | Галогени   | Інертні гази |                |                  |